# Didattica collaborativa
La didattica collaborativa è una didattica che vuole andare oltre una  trasmissività che per anni ha contraddistinto la pedagogia e la didattica. Sin dal secondo dopoguerra del XX secolo, soprattutto a partire dalla Francia e dal maestro Freinet nacque un vero e proprio movimento che voleva una modificazione della didattica trasmissiva a favore di una didattica ove maggiore fosse la partecipazione dello scolaro, non più inteso come un serbatoio da riempire ma attore principale della sua formazione insieme agli altri suoi compagni.

## Storia
In Italia la pratica di una "didattica collaborativa" è stata avviata nel 1951 dall'associazione pedagogica di insegnanti CTS (Cooperativa della Tipografia a Scuola) che nel 1957 ha assunto il nome di MCE (Movimento di Cooperazione Educativa), organizzazione docente che ha prodotto a partire dagli anni 70 del secolo scorso una corposa serie di pubblicazioni di tecniche e pratiche didattiche collaborative e di pedagogia cooperativa. La sua rivista pedagogico culturale è "Cooperazione Educativa". Ha un proprio sito: www.mce-fimem.it. Il MCE è parte della organizzazione internazionale della "pedagogia Freinet", la FIMEM, riconosciuta dall'UNESCO, che organizza biennalmente in un diverso paese del pianeta l'incontro internazionale RIDEF. 
Negli anni sessanta del XX secolo ha acquisito un'importanza sempre maggiore man mano che si avvicinavano gli anni della contestazione giovanile e studentesca. Grande impulso alla didattica collaborativa fu successivamente data dalla esperienza della Scuola di Barbiana curata da don Lorenzo Milani, che con Lettera ad una professoressa mise in crisi la scuola dell'epoca, fondamentalmente trasmissiva e, in gran parte, classista.
I riferimenti pedagogici che più hanno contribuito al rinnovamento della scuola dal secondo dopoguerra agli anni ottanta che si sono immessi nel filone della didattica collaborativa, e che in qualche modo ne hanno la paternità sono:
- la  pedagogia popolare del Movimento di cooperazione educativa (MCE), e del Movimento Freinet a livello internazionale
- La 'cooperazione educativa' per una 'pedagogia popolare', di Rinaldo Rizzi
- Pedagogia Popolare (da Célestin Freinet al MCE-FIMEM) di Rinaldo Rizzi

- la  scuola di Barbiana di don Lorenzo Milani,

- il sistema dei laboratori di Francesco De Bartolomeis,

- la pedagogia della diversità di Andrea Canevaro,

- la Grammatica della fantasia di Gianni Rodari,

- la Maieutica e l'empowerment di Danilo Dolci

- Non è mai troppo tardi di Alberto Manzi

- la Didattica operativa di Giuseppe Tamagnini

- le Nuove tecniche didattiche di Bruno Ciari

- L'educazione come pratica della libertà di Paulo Freire
- Formazione come pratica cooperativa (a cura di) Rinaldo Rizzi
- Cooperazione e apprendimento  di Rinaldo Rizzi

Altri contributi sono venuti poi successivamente con il costruttivismo e il cooperative learning.

## Storia recente
Altri contributi giungono negli anni a cavallo del 2000; hanno contribuito alla didattica collaborativa i filoni di ricerche e studi che, ultimamente, si sono sviluppati in campo psicologico e pedagogico: la teoria dei diversi stili di apprendimento e delle intelligenze multiple di H.Gardner sulla natura e le caratteristiche della mente umana, l'apprendimento significativo di Ausubel, l'apprendimento attraverso la costruzione di mappe concettuali  secondo gli studi e le indicazioni di J. Novak ( “Lo scopo principale dell'educazione è quello di consentire a chi impara di farsi carico della propria personale costruzione di significato. Qualsiasi evento educativo rappresenta un'azione condivisa per cercare uno scambio di significati e di emozioni tra alunno e docente. Ogni volta che alunno e docente riescono a concordare e condividere il significato di un'unità di conoscenza si verifica un apprendimento significativo”), il costruttivismo sociale e la “pèdagogie diffèrencièe” basata sull'impiego di una molteplicità di metodi in funzione delle differenze esistenti tra gli allievi. 
Significative sono tutte le esperienze pedagogico-didattiche non solo scolastiche che in Italia, sono state relative a ragazzi difficili, studenti a rischio di dispersione, drop-outs, al fine di una vera inclusione scolastica e sociale per l'acquisizione di una completa cittadinanza.

## Prospettive future
Grande impulso si ha e può continuare ad aversi con l'ulteriore uso nella didattica dei PC, più in generale delle ICT (Information and Communication Technology), da Internet e, soprattutto, dai Social media.